# Chloridolum plicatulum
Chloridolum plicatulum är en skalbaggsart som först beskrevs av Aurivillius 1910.  Chloridolum plicatulum ingår i släktet Chloridolum och familjen långhorningar. Inga underarter finns listade i Catalogue of Life.